# Hippobdelloides jaegerskioeldi
Hippobdelloides jaegerskioeldi  (лат.) — вид плоских пиявок (Glossiphoniidae), относящийся к монотипному роду Hippobdelloides.

## Название
Название рода Hippobdelloides образовано от слов «Hippo» (гиппопотам — вид-хозяин, на котором питается эта пиявка), и «-bdelloides», что отсылает к прежнему таксономическому положению вида, ранее относившемуся к роду Placobdelloides.
Видовой эпитет jaegerskioeldi присвоен виду в честь проф. Леонарда Ягершельда (швед. Leonard Jägerskiöld), который впервые собрал представителей этого вида во время поездки в Судан.

## Описание

### Внешний вид
Пиявки среднего размера. Общая длина тела исследованных экземпляров Hippobdelloides jaegerskioeldi составляет 27—30 мм, ширина 6,8—7,1 мм. Тело листообразное, уплощённое в спинно-брюшном направлении (высота тела втрое меньше ширины), передний конец слегка заострённый. Передняя присоска маленькая (1,2—1,3 мм), ротовое отверстие расположено посередине присоски. Задняя присоска также небольшая (3,2—3,3 мм), но заметно обособленная от тела. Спинная сторона тела покрыта большим количеством бугорков, расположенных на каждом кольце. Эти бугорки сгруппированы в 15 неровных рядов, тянущихся вдоль всего тела. Кроме того, 3—4 ряда бугорков присутствуют на поверхности задней присоски. На вершине каждого бугорка располагаются сосочки. 
Окраска тела однородная, телесного цвета, спинная сторона несколько темнее брюшной. На спинной стороне тела наблюдается большое количество скоплений жёлтого (зелёного, коричневого) пигмента в виде точек — по одним сообщениям, сгруппированных в тонкие продольные линии, по другим — не образующих линий. Также жёлтую окраску имеют сосочки. Брюшная сторона тела непигментированная.
На переднем конце тела имеется 1 пара глаз, расположенная на III сегменте.

### Сегментация
Тело сегментированное, в полном сегменте 3 кольца. Сегмент VI состоит из 3 колец на спинной стороне, однако к брюшной стороне они сливаются так, что видно разделение только на 2 кольца (одна из борозд неполная). 

### Анатомия
Хобот сравнительно короткий, простирается назад до границы VIII и IX сегментов. Имеется пара хорошо развитых слюнных желёз, обладающих короткими и мощными выводными протоками. К заднему концу хобота прикрепляется пара хорошо развитых мышц, обеспечивающих его втягивание, причём каждая состоит из 4 пучков и простирается до X сегмента, где прикрепляется к спинной части стенки тела. Пищевод состоит из двух отделов — переднего мускульного и заднего, окружённого слоем крупных железистых клеток. Желудок с 7 парами очень широких слепых отростков (карманов), причём первая пара сильно развита и простирается вперёд на несколько сегментов, не сильно уступая в размере последней паре, простирающейся назад. Все карманы разделены на несколько лопастей.
Нефридии с большими пузырями, напоминающими таковые у глоточных пиявок, открываются наружу нефридиопорами в сегментах VI—VIII и XII—XXI (каждая нефридиопора располагается по центру 2 кольца в сегменте). Все воронки нефридиев открываются в брюшную целомическую лакуну.
Гермафродиты. Имеются семенные и яйцевые мешки. Гонопоры разделены двумя кольцами: мужская гонопора открывается между 1 и 2 кольцами XI сегмента, а женская —  в бороздке между сегментами XI и XII. Семенных мешков 6 пар, самая передняя из них располагается в области XI сегмента.

## Образ жизни
Пресноводный вид.
Является специализированным паразитом обыкновенного бегемота, или гиппопотама (Hippopotamus amphibius). Ни в естественных условиях, ни в лабораторном эксперименте не наблюдалось питание Hippobdelloides jaegerskioeldi кровью какого-либо другого вида, кроме гиппопотама. Таким образом, эта пиявка относится к числу видоспецифичных паразитов, что редко встречается среди пиявок и, вероятно, не встречается среди других пиявок — паразитов млекопитающих. Непосредственно на теле гиппопотамов обнаруживается чаще, чем в свободном состоянии, причём все находки пиявки в свободном состоянии относятся к тем местообитаниям, где на момент исследований гиппопотамов не было. Чаще всего Hippobdelloides jaegerskioeldi обнаруживается вблизи анального отверстия или в прямой кишке гиппопотамов, хотя также встречалась в области паха, подмышечных впадинах, на губах и глазах — словом, в местах с более тонкой кожей, сквозь которую пиявки способны проникнуть хоботом при питании. Отмечается, что неполовозрелые особи могут образовывать скопления в прямой кишке гиппопотама и питаться кровью, что приводит к формированию гематом.
Несмотря на то, что pH окружающей воды составляет 7,6—8,0, Hippobdelloides jaegerskioeldi выдерживают кислотность прямой кишки гиппопотама, где pH составляет всего 5,9.
Неполовозрелые особи перемещаются путём червеобразного ползания, подобно другим плоским пиявкам, однако взрослые Hippobdelloides jaegerskioeldi способны активно плавать за счёт дорзовентрального извивания тела, в том числе против течения. Таким образом, это единственный пример по крайней мере африканских плоских пиявок (сем. Glossiphoniidae), которые умеют плавать. В то время, как у других видов плоских пиявок при заполнении карманов желудка кровью дорзовентральные мышцы оттесняются к периферии тела, у Hippobdelloides jaegerskioeldi они занимают постоянное положение между отдельными долями карманов, за счёт чего они и сохраняют столь высокую подвижность. По-видимому, в неполовозрелом состоянии пиявки постоянно обитают на поверхности тела гиппопотамов, поскольку ещё не способны совершать плавательные движения, и лишь достигая взрослого состояния, открепляются от него.
Размножение Hippobdelloides jaegerskioeldi — перенос сперматофора от одной особи к другой — наблюдалось только в прямой кишке гиппопотама. После спаривания взрослые особи, по-видимому, покидают прямую кишку, поскольку пиявок, несущих на брюшной стороне тела коконы или недавно вылупившихся детёнышей (стандартная для Glossiphoniidae забота о потомстве), обнаруживали в свободном состоянии — на нижней стороне камней и других твёрдых предметов. По косвенным свидетельствам, детёныши покидают тело родительской особи после того, как она снова прикрепляется к хозяину.

## Естественные враги
Пиявки Hippobdelloides jaegerskioeldi поедаются рыбами — так, они были обнаружены внутри пищеварительной системы таких рыб, как Chetia brevis, Oreochromis mossambicus (цихлиды, родственники тиляпии), Clarias gariepinus (африканский клариевый сом) и Labeobarbus marequensis (крупночешуйчатый барбус). Неизвестно, были ли пиявки пойманы рыбами, находясь в свободном состоянии или будучи прикреплёнными к хозяину. 
Отмечается, что особи Hippobdelloides jaegerskioeldi удаляются с поверхности кожи гиппопотамов волоклюями — красноклювым (Buphagus erythrorhynchus) и желтоклювым (Buphagus africanus) буйволовыми скворцами — наряду с другими эктопаразитами, такими как клещи и моногенетические сосальщики. 

## Распространение
Впервые обнаружена на территории Судана. Впоследствии также показана для фауны ЮАР (в Национальном парке Крюгера), Намибии (на севере страны), Уганды (озёра Эдуард и Джордж), а также Демократической Республики Конго.

## Таксономия
Изначально была описана в 1909 году как Clepsine jaegerskioeldi (ранее к роду Clepsine относили сперва всех, а затем большинство плоских пиявок). Впоследствии (1986) была перенесена Роем Сойером в род Placobdelloides. Однако, современные молекулярно-филогенетические исследования продемонстрировали полифилию рода Placobdelloides в его традиционном понимании; в частности, было показано, что «Placobdelloides jaegerskioeldi» является менее близким родственником для других видов Placobdelloides, чем рода Marsupiobdella и Oosthuizobdella, и представляет собою существенно обособленную, рано отделяющуюся линию. В связи с этим, в 2025 году вид был выделен в монотипный род Hippobdelloides.  

## Возникновение
Степень специализации Hippobdelloides jaegerskioeldi на своём хозяине позволяет предполагать длительную коэволюцию. Предполагается, что этот вид возник и начал эволюционировать в сторону подобной специализации с середины миоцена или даже раньше (в раннем миоцене в Восточной Африке появляются и активно расселяются первые бегемотовые).